# Óscar Gómez Sánchez
Óscar «Huaqui» Gómez Sánchez (Lima, 31 de octubre de 1934-Lima, 4 de marzo de 2008), apodado Huaqui, fue un jugador del fútbol peruano que se destacó en la selección de fútbol del Perú, el club Alianza Lima en los años 50 y en el fútbol argentino de los años 60. 
Fue un extremo izquierdo hábil, veloz, gambeteador, con dominio de ambos perfiles y capacidad goleadora. Es uno de los grandes delanteros en la historia del fútbol peruano. 
Era un endiablado gambeteador que brilló como uno de los mejores jugadores de Sudamérica en los años cincuenta e inicios de los años sesenta. Era el hermano menor de un ídolo del futbol peruano en los años cuarenta, Carlos Gómez Sánchez; pero con el tiempo terminó construyendo una carrera incluso más prestigiosa que este. Generalmente extremo izquierdo, podía jugar perfectamente por ambos perfiles con mucha velocidad y capacidad goleadora gracias a un potente disparo bien patentado. Con Alianza Lima formó el Nuevo Rodillo Negro, que a mediados de los años cincuenta conquistó un bicampeonato al lado de talentos como los de Félix Castillo, Guillermo Barbadillo y Valeriano López. 
Desde 1952 a 1958, se le documentan 89 goles en 104 partidos. En 1959, fue transferido a River Plate siendo titular en aquel equipo. Después tuvo un paso destacado por Gimnasia y Esgrima La Plata, club al que llegó en 1961 y en el que dejó una huella muy honda formando un histórico equipo que llegó a vencer 8 a 1 a Racing Club, el campeón reinante, y que en 1962 dejó una muy grata impresión a pesar de no ganar el campeonato, la campaña en la que surge el apelativo del Lobo. 
Con la selección de fútbol del Perú, disputó cuatro ediciones de la Copa América, fue el segundo goleador de la edición de 1955. En total jugó veintiséis partidos oficiales anotando catorce goles, diez de ellos en la Copa América ubicándose entre los veinte máximos goleadores de la historia del torneo continental.
También hizo popular una jugada bautizada como el latigazo, que consistía en una corrida desde el extremo izquierdo al borde del área, cerrándose al centro y efectuando con la derecha un potente disparo que frecuentemente terminaba en gol.

## Biografía
Nació en 1934 en el barrio de la Victoria. Una vez comentó que lo llamaban Huaqui porque de pequeño su mamá le decía que era su huaquito retrato y sus amigos en el barrio aprendieron el apodo. Se inició en las canteras del club Alianza Lima, que tenía en esa época como figura a su hermano Carlos. Debutó en primera división en 1951. Conquistó con el equipo Aliancista los campeonatos de 1954 y 1955, conformando una de las mejores delanteras de la historia del club, conocida como el Nuevo Rodillo Negro: Félix Castillo, Willy Barbadillo, Valeriano López, Máximo «Vides» Mosquera y Gómez Sánchez. 
En 1959 fichó por el River Plate, en donde jugó dos temporadas, logrando el subcampeonato argentino en 1960 y conformando una gran delantera: Gómez Sánchez, Sarnari, Onega, Menéndez y Zárate.

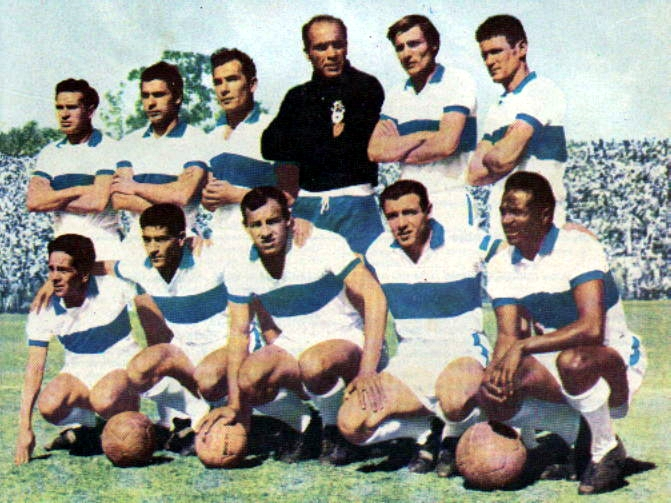
«Huaqui» Gómez Sánchez en la formación del recordado Lobo en 1962

En 1961 se integra al Gimnasia y Esgrima La Plata en donde cumple una magnífica actuación en la liga argentina. El 22 de noviembre de 1961 (fecha 13 de la segunda rueda), Gimnasia derrota al campeón Racing Club por 8 a 1 siendo esta la mayor goleada en la historia del club, Huaqui anota 2 goles. Luego, obtiene el tercer puesto de 1962 conformando la mejor delantera en la historia del club: Luis «Loco» Ciccia, Eliseo Prado, Alfredo «Tanque» Rojas, Paco Bayo (capitán) y «Huaqui» Gómez Sánchez. A partir de esta gran campaña, es que surgió el apodo del Lobo (hoy es el símbolo en la camiseta). La idea del lobo surgió, ya que el estadio de Gimnasia y Esgrima está ubicado en el bosque de la ciudad, y el equipo era reconocido por su astucia y rapidez, al igual que el animal conocido por ese nombre.
Regresó al Perú en 1964 para jugar por Sporting Cristal y Defensor Arica, donde militó hasta 1965, año de su retiro.
Su habilidad y dominio de ambos perfiles le permitió a «Huaqui» Gómez Sánchez jugar con facilidad por ambas bandas (derecha e Izquierda), siendo titular y pieza clave en todos los equipos que jugó. 
Falleció el 4 de marzo de 2008 víctima de cáncer.

## Clubes
| Equipo             | Temporadas | Partidos | Goles | Prom. |
| ------------------ | ---------- | -------- | ----- | ----- |
| Alianza Lima       | 1952-1959  | 108      | 53    | 0.43  |
| River Plate        | 1959-1960  | 49       | 10    | 0.20  |
| Gimnasia y Esgrima | 1961-1963  | 72       | 17    | 0.24  |
| Sporting Cristal   | 1964       | 5        | 1     | 0.20  |
| Defensor Arica     | 1965       | 3        | 0     | 0.00  |
| Total              | 1952-1965  | 237      | 81    | 0.34  |

### Selección nacional
Tuvo un buen papel con la selección peruana, jugó 4 Copas América: 1953, 1955, 1957 y 1959. Fue el segundo goleador del torneo en 1955 con seis goles. En su última participación (1959), jugó de extremo derecho, conformando el histórico ataque peruano Gómez Sánchez, Loayza, Joya, Terry y Seminario que empató con el Brasil de Pelé y Garrincha y goleó a Uruguay 5 a 3. Con la selección de su país, jugó veintiséis partidos oficiales anotando catorce goles, diez de ellos en la Copa América, por lo que está entre sus máximos goleadores.

#### Participaciones internacionales
| Torneo                          | Sede      | Resultado    | Partidos | Goles | Media goleadora |
| ------------------------------- | --------- | ------------ | -------- | ----- | --------------- |
| Campeonato Sudamericano 1953    | Perú      | Tercer lugar | 3        | 2     | 0.67            |
| Copa del Pacífico 1954          | Chile     | Campeón      | 2        | 1     | 0.5             |
| Campeonato Sudamericano 1955    | Chile     | Tercer lugar | 5        | 6     | 1.2             |
| Campeonato Sudamericano 1956    | Uruguay   | Quinto lugar | 3        | 1     | 0.33            |
| Panamericano de fútbol 1956     | México    | Cuarto lugar | 5        | 3     | 0.6             |
| Eliminatorias mundialistas 1958 | Suecia    | Eliminado    | 2        | 0     | 0.00            |
| Campeonato Sudamericano 1959    | Argentina | Cuarto lugar | 6        | 1     | 0.17            |
| Total                           | Total     | Total        | 26       | 14    | 0.54            |

| 28-02-1953 | Campeonato Sudamericano 1953 | Perú       | 1-0 | Ecuador  |  |
| 08-03-1953 | Campeonato Sudamericano 1953 | Perú       | 2-2 | Paraguay |  |
| 19-09-1954 | Copa del Pacífico 1954       | Chile      | 2-4 | Perú     |  |
| 06-03-1955 | Campeonato Sudamericano 1955 | Chile      | 5-4 | Perú     |  |
| 13-03-1955 | Campeonato Sudamericano 1955 | Ecuador    | 2-4 | Perú     |  |
| 18-03-1955 | Campeonato Sudamericano 1955 | Argentina  | 2-2 | Perú     |  |
| 30-03-1955 | Campeonato Sudamericano 1955 | Uruguay    | 1-2 | Perú     |  |
| 09-02-1956 | Campeonato Sudamericano 1956 | Chile      | 4-3 | Perú     |  |
| 04-03-1956 | Panamericano de fútbol 1956  | México     | 0-2 | Perú     |  |
| 15-03-1956 | Panamericano de fútbol 1956  | Chile      | 2-2 | Perú     |  |
| 15-03-1956 | Panamericano de fútbol 1956  | Costa Rica | 2-4 | Perú     |  |
| 02-43-1959 | Campeonato Sudamericano 1959 | Paraguay   | 2-1 | Perú     |  |

## Palmarés

### Campeonatos nacionales
| Título                 | Club         | País | Año  |
| ---------------------- | ------------ | ---- | ---- |
| Liga peruana de fútbol | Alianza Lima | Perú | 1952 |
| Liga peruana de fútbol | Alianza Lima | Perú | 1954 |
| Liga peruana de fútbol | Alianza Lima | Perú | 1955 |